# Globen (stacja metra)

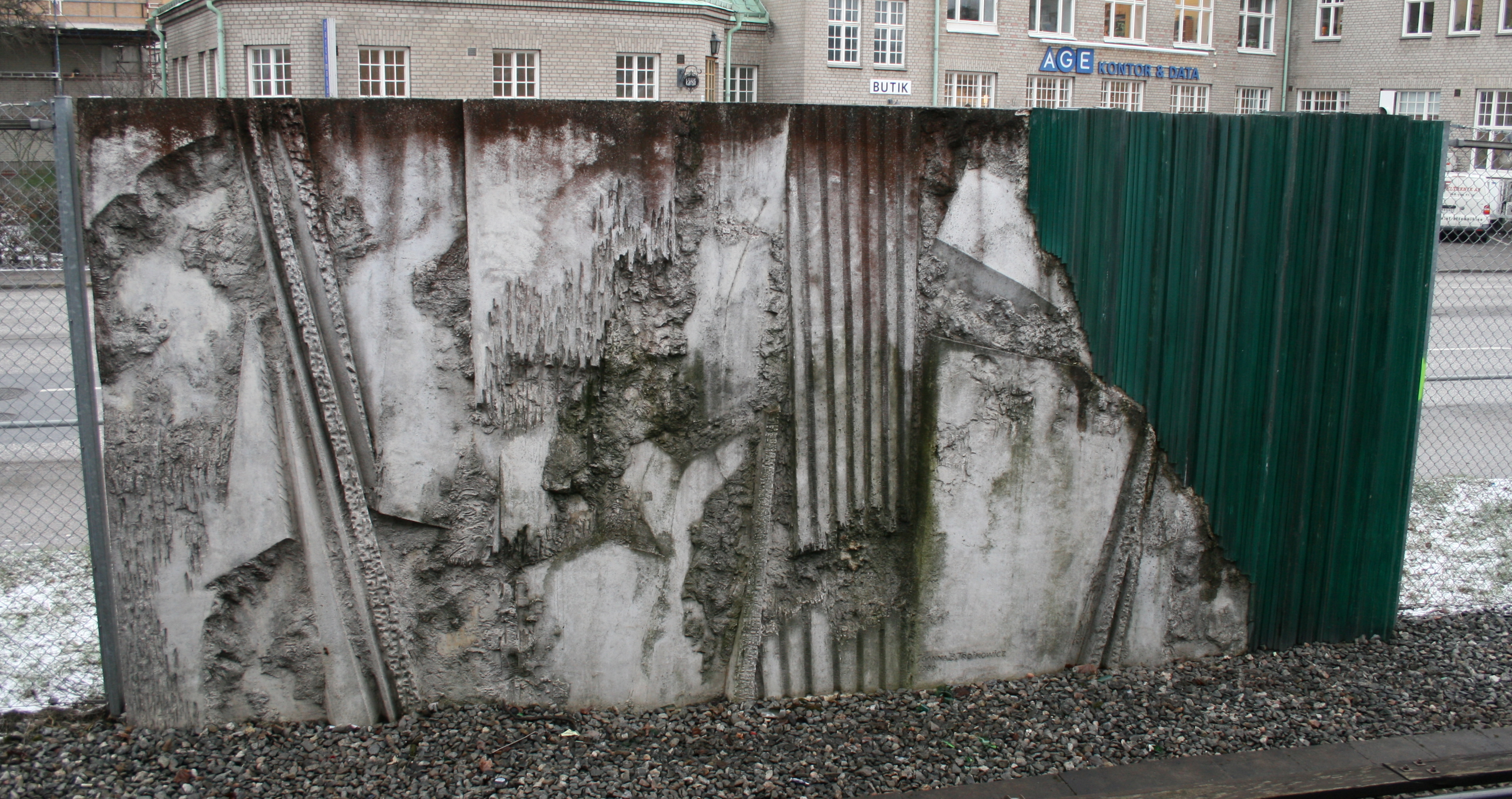
Isfantasi

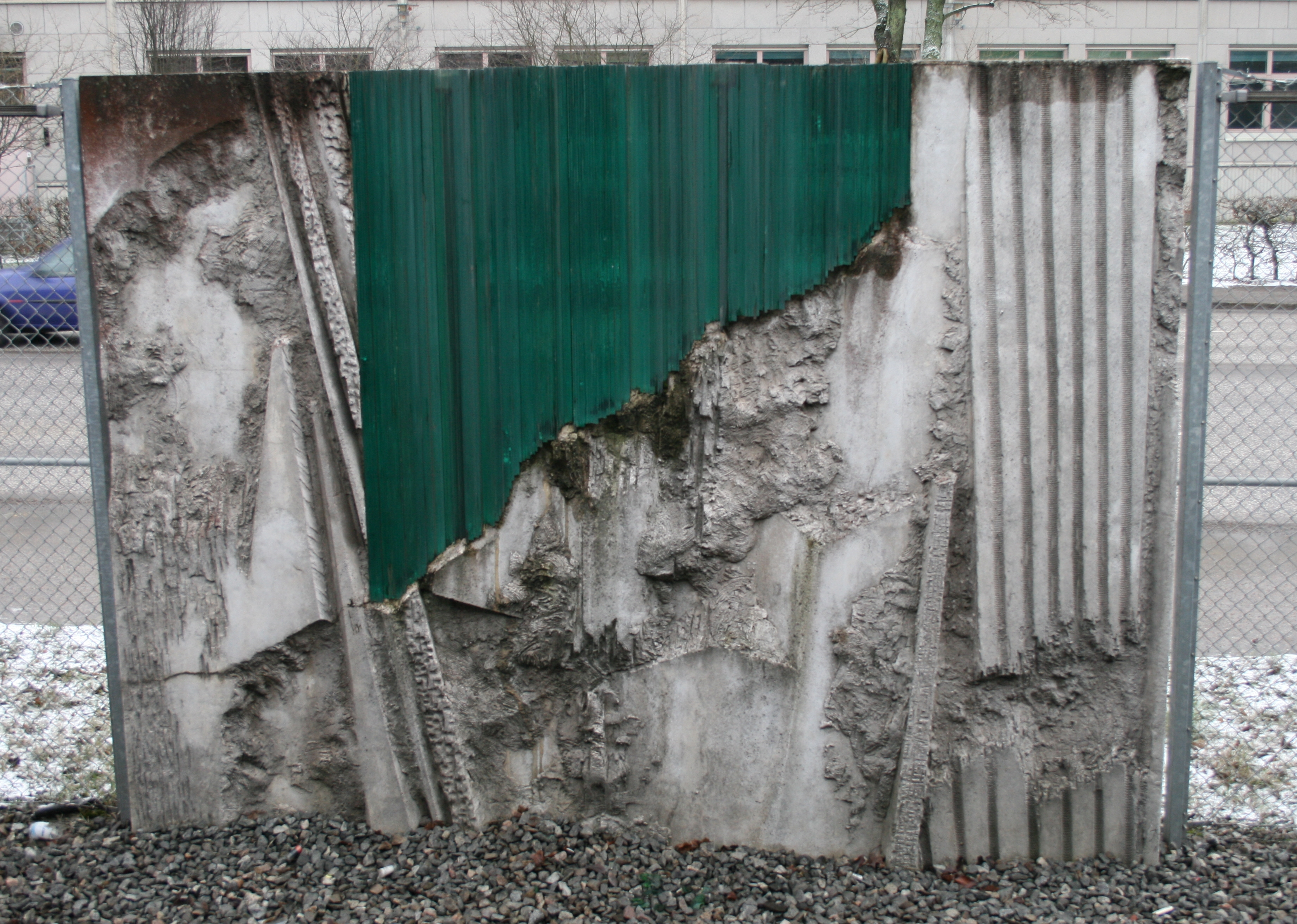
Isfantasi

Globen – powierzchniowe stacje sztokholmskiego metra i szybkiego tramwaju Tvärbanan, leżą w Sztokholmie, w części Söderort, w dzielnicy Enskede-Årsta-Vantör, na osiedlu Johanneshov. Na zielonej linii metra (T19), między Gullmarsplan a Enskede gård i stacjami tramwaju Gullmarsplanem i Linde. Dziennie korzysta z niej około 7 300 osób (5 300 z metra i 2 000 z Tvärbananu).
Stacje znajdują się między Palmfeltsvägen i Konstgjutarvägen. Stacja metra posiada dwa wyjścia, północne przy Konstgjutarvägen i Arenavägen (najbliżej hali Globen), południowe przy Palmfeltsvägen i Slakthusplanie (wykorzystywane głównie przez pracowników pobliskiej dzielnicy przemysłowej). Stacja Tvärbanan ma jedno wyjście (przy Konstgjutarvägen). 
Stację metra otworzono 9 września 1951, oddano do użytku wówczas odcinek Gullmarsplan–Stureby, nosiła nazwę Slakthuset. 19 listopada 1958 nazwa została zmieniona na Isstadion. Dzisiejszą nazwę przyjęła w 1989 po otworzeniu hali Globen. Stacja Tvärbanan została otwarta w 1999. Każda ze stacji posiada dwa perony.

## Sztuka
- Isfantasi, mur 149 m rzeźb-płaskorzeźb z betonu i szkła (11 elementów), Joanna Troikowicz 1988[3]

## Czas przejazdu

### Metro
| Linia | Stacja          | Czas przejazdu | Stacja                                                    | Czas przejazdu                         |
| T19   | Hagsätra        | 13 min         | Gullmarsplan Slussen Gamla stan T-Centralen Alvik Åkeshov | 2 min 6 min 7 min 11 min 24 min 31 min |
| T19   | Hässelby strand | 43 min         | Gullmarsplan Slussen Gamla stan T-Centralen Alvik Åkeshov | 2 min 6 min 7 min 11 min 24 min 31 min |

### Tvärbanan
| Linia | Stacja      | Czas przejazdu |
| 22    | Alvik       | 22 min         |
| 22    | Sickla udde | 11 min         |

## Otoczenie
W najbliższym otoczeniu stacji znajdują się:
- Globen
- Hovet, lodowisko
- Söderstadion
- Policja
- Lindeparkens gymnasium
- Lindeparken